# McDonnell Douglas MD-94X
Die McDonnell Douglas MD-94X war ein geplantes Propfan-Flugzeug. Die Planungen begannen im Januar 1986, acht Jahre später sollte das Flugzeug in Produktion gehen. Die MD-94x war als Kurzstreckenflugzeug für 160 bis 180 Passagiere konzipiert, die mit der in Planung befindlichen Boeing 7J7 konkurrieren sollte.
Der Bau des Flugzeuges durch McDonnell war vom Ölpreis abhängig. Dieser hätte mindestens bei 1,40 USD pro Gallone liegen müssen.
Die Konfiguration MD-94X ähnelte der MD-80, allerdings sollten fortschrittliche Technologien wie Canards, Side-Stick-Flugkontrolle, die über Lichtwellenleiter angesteuert wurden, und Aluminium-Lithium-Legierungskonstruktion zum Einsatz kommen. Das Interesse der Fluggesellschaften war trotz der brandneuen Propfan-Technologie und eines um bis zu 60 % reduzierten Treibstoffverbrauchs so gering, dass das Projekt in der Planungsphase eingestellt wurde.
Zur gleichen Zeit wurden zwei Propfan-Varianten der MD-80 entwickelt. Die Nachfolgemodelle MD-91X (100 bis 110 Sitzplätze) und MD-92X (150 Sitzplätze) sollten 1991 bzw. 1992 in den Dienst gestellt werden. Für die bestehenden Modelle DC-9 und MD-80 wäre eine Aufrüstung auf die neuen Profan-Triebwerke möglich gewesen.